# Elle s'appelait Sarah (roman)
Pour les articles homonymes, voir Elle s'appelait Sarah.
Elle s'appelait Sarah est un roman de Tatiana de Rosnay, paru en 2007, aux éditions Héloïse d'Ormesson pour l'édition française, traduite par Agnès Michaux.
Le roman suit Julia Jarmond qui est une journaliste américaine, mère de Zoë, une fillette de 11 ans, et mariée à Bertrand, un Français. Elle vit à Paris dans les années 2000. Le roman est son histoire, parallèle pendant la première partie avec celle d'une fillette juive de 10 ans, Sarah, déportée en 1942 lors de la rafle du Vel' d'Hiv'. Le journal américain dont Julia est la journaliste lui commande un article à l'occasion du soixantième anniversaire de la rafle du Vel' d'Hiv'. Julia étudie cette période qu'elle connaît peu, va être amenée à fouiller le passé de sa belle-famille française et à rechercher les traces de Sarah. Lors de la rafle, Sarah cache son petit frère dans un placard fermé à clé, lui promettant de revenir le chercher et gardant sur elle cette clé (d'où le titre original en anglais, La clé de Sarah, avec pour key le même double sens qu'en français). Mais la petite fille se retrouve prisonnière plusieurs jours, avec des milliers d'autres personnes, au Vélodrome d'Hiver, puis déportée à Beaune-la-Rolande.
C'est le neuvième roman de cette écrivaine franco-britannique et le premier qu'elle a écrit en anglais (sous le titre original de Sarah's Key, le titre français reprenant un passage de la chanson de Jean-Jacques Goldman Comme toi).
Il a été traduit en 38 langues.

## Résumé
À Paris, dans la nuit du 16 juillet 1942, une famille juive d’origine polonaise, les Starzynski, reçoit la visite de la police française. La brutalité de la milice, ainsi que l’atmosphère diffuse de crainte qui règne alors dans la communauté juive font craindre le pire aux enfants, et le garçonnet de quatre ans, Michel, se recroqueville dans leur cachette favorite, un grand placard dissimulé dans un mur, tandis que le reste de la famille se dispose à suivre les agents. La grande sœur, âgée de dix ans, estimant que son petit frère sera plus en sécurité ici, lui promet de revenir le chercher plus tard. Après lui avoir laissé un peu d’eau, elle ferme la porte du placard avec une clef qu’elle met dans sa poche. 
La famille est ainsi conduite au Vélodrome d’Hiver (le Vel d’Hiv) où se trouvent rassemblés tous les Juifs raflés cette nuit-là. Ils sont prisonniers dans des conditions déplorables, sans nourriture ni eau. La fillette dévoile à son père qu’elle a enfermé son petit frère à clé avant leur départ et, au milieu du chaos, de la souffrance et de l’incertitude, elle commence à comprendre qu’ils ne pourront jamais retourner le délivrer et prend conscience de l’horreur de sa responsabilité. La clé du placard devient ainsi un des symboles du livre (intitulé en anglais Sarah’s key) et de la quête de Sarah, dont l’unique but sera dès lors de s’enfuir pour aller délivrer son frère Michel.
Mai 2002 à Paris. La journaliste américaine Julia Jarmond est chargée par son magazine Seine Scène d’écrire un article commémoratif pour le soixantième anniversaire de la rafle du Vel d’Hiv. Installée à Paris. Elle se maria par la suite, durant vingt-cinq ans, avec Bertrand Tézac, un brillant architecte français, charmeur et sûr de lui, Julia vit quelque peu dans l’ombre d’un mari dont elle demeure cependant très amoureuse, et d’une belle-famille froide et bourgeoise qui semble lui reprocher secrètement de n’avoir su donner à Bertrand qu’une seule fille : Zoë, onze ans, au demeurant très proche de sa mère et d’une maturité étonnante pour son âge.
Au début du récit, Julia et Bertrand supervisent les travaux de l’ancien appartement de la famille Tézac, rue de Saintonge, pour s’y installer. La grand-mère de Bertrand et dernière occupante des lieux, Mamé, vient en effet d’être admise en maison de retraite. Cette vieille dame souffrant d’Alzheimer, qui se distingue par son franc-parler, est le seul membre de la famille avec qui Julia s’entende bien, et elle lui rend régulièrement visite.
Au cours de ses recherches pour documenter son article sur le Vel d’Hiv, Julia se heurte au mutisme collectif d’une société française qui semble préférer oublier ces heures sombres du passé, à l’image de sa propre belle-famille, notamment son mari Bertrand et son beau-père Édouard qui tentent de la dissuader de remuer ces souvenirs. Mais ces difficultés ne font que stimuler Julia, qui s’implique de plus en plus dans son sujet et en fait même rapidement une affaire personnelle.
Retour en 1942. Après avoir passé quelque temps au Vélodrome, les familles juives sont emmenées dans des camps de concentration à quelque distance de Paris. Les membres de la famille Starzynski se retrouvent ainsi à Beaune-la-Rolande où ils seront, comme les autres, brutalement séparés : les parents seront envoyés à Auschwitz et les enfants resteront livrés à eux-mêmes dans des conditions effroyables, reclus dans des baraquements. Dévastée par la séparation d’avec ses parents et hantée par l’idée fixe de retourner délivrer son petit frère, la fillette parvient, avec une compagne de souffrance prénommée Rachel, à s’échapper du camp : l’un des policiers français qui garde le camp reconnaît la fillette et leur permet de s’enfuir. Après avoir erré dans la campagne du Loiret, les deux fillettes sont recueillies par un couple âgé de fermiers bienveillants, Jules et Geneviève Dufaure. Rachel, malade, va malheureusement être dénoncée par le médecin que les Dufaure ont appelé pour la soigner. La Gestapo ne découvre cependant pas la deuxième fugitive qui, la terreur passée, fait part à ses bienfaiteurs de son intention de rentrer à Paris, en leur expliquant l’urgence qui l’y contraint. Devant sa détermination les époux décident de l’accompagner. Lorsqu’ils parviennent à son ancien appartement, rue de Saintonge, la fillette découvre qu’une autre famille a investi les lieux. Elle se précipite vers le placard caché dans le mur de la chambre, mais lorsqu’elle l’ouvre c’est pour découvrir le petit corps sans vie de Michel.
« La petite fille, dit-il d’une voix étrange et étouffée, elle est revenue. Quelques semaines après notre emménagement. Elle est revenue rue de Saintonge. J’avais douze ans. Je n’oublierai jamais. Je n’oublierai jamais Sarah Starzynski. » En 2002, soixante ans plus tard, Édouard Tézac, le beau-père de Julia, finit par se confier à sa belle-fille. Jamais elle ne l’avait vu si ému, et jamais il ne lui avait parlé si ouvertement. La perspicacité de la journaliste américaine l’a en effet amenée à découvrir que les grands-parents de Bertrand avaient emménagé rue de Saintonge à la suite de la rafle de juillet 1942, dans un appartement évacué de ses occupants juifs. Rompant les tabous et bravant les non-dits, elle obtient finalement des informations et une confession qui donneront un nom et un visage – à la fois symboliques, mais aussi concrets et étrangement proches – aux fantômes de tous ces enfants juifs disparus qui la tourmentent… Sarah Starzynski.
Julia est d’autant plus sensible au sort de ces enfants qu’elle découvre qu’elle est enceinte. Après plusieurs fausses couches elle pense que son mari va être fou de joie, mais Bertrand, au contraire, se considérant désormais trop vieux, lui demande d’avorter. Au cours d’une lente prise de conscience Julia remet en question son couple, affaibli depuis des années par une relation adultère de Bertrand, et décide de se lancer à corps perdu à la recherche de la petite fille juive polonaise, Sarah, pour lui révéler le secret de famille qu’elle vient de découvrir : le grand-père de Bertrand, André Tézac, en proie au remords devant cette petite fille apparue chez lui pour chercher son petit frère mort, avait ensuite contribué économiquement – et anonymement – à l’éducation de Sarah, finalement adoptée par les époux Dufaure.
Julia poursuit son enquête et retrouve la trace de Sarah qui, à sa majorité, a quitté définitivement la famille Dufaure pour s’installer aux États-Unis, où elle s’est mariée. Bravant les menaces de divorce de Bertrand, Julia décide de poursuivre sa grossesse et de profiter des vacances d’été pour partir, en compagnie de sa fille Zoë, à la recherche de Sarah. Aux États-Unis, elle découvre que celle-ci est décédée en 1972, à l’âge de quarante ans, dans un accident de la route, en laissant un fils derrière elle : William Rainsferd, désormais âgé d’une quarantaine d’années et résidant en Italie. Le périple de Julia et de sa fille les ramène donc en Europe, à Lucca, où elles comptent contacter cet homme qu’elles ne connaissent pas mais auquel elles veulent révéler que leur famille n’a pas oublié les événements tragiques du Vel d’Hiv. Elles souhaitent également lui rendre les courriers et souvenirs qu’Édouard leur a confiés.
Lorsqu’elles rencontrent l’avenant et robuste William, elles s’aperçoivent rapidement que celui-ci n’est au courant de rien : sa mère avait visiblement voulu le préserver en ne lui parlant jamais d’un passé maudit et de leurs origines juives. Confuse, Julia préfère renoncer à bouleverser sa vie par des révélations, mais Zoë sort la photo vieillie de la petite Sarah portant l’étoile jaune, et la montre à William… Effondré, ce dernier ne peut admettre la vérité et interdit à Julia de le recontacter. Le rejet de William, la chaleur et les émotions entraînent des complications dans la grossesse de Julia, qui compte heureusement sur le soutien de sa courageuse et responsable petite Zoë. L’adolescente découvre du même coup l’existence de ce futur bébé qui divise ses parents.
Contrainte au repos absolu à Paris, Julia organise une rencontre entre la famille Dufaure et Édouard, convaincue désormais qu’il s’agira là des seuls souvenirs échangés entre ces deux familles que le hasard de la guerre avait rapprochées. Mais alors qu’on avertit Julia que Mamé a fait une attaque, William refait son apparition : après sa troublante visite il a interrogé son vieux père, qui lui a remis une enveloppe avec des objets ayant appartenu à sa mère : un vieux carnet, et la clé en cuivre d’un placard…
C’est au chevet de Mamé, mourante, qu’Édouard va finalement faire la connaissance de William. À la suite de ces présentations, le reste de la belle-famille de Julia, instruite de l’affaire, va lui reprocher violemment d’avoir remué le passé. Deux conceptions de la vérité s’affrontent alors, entre la discrétion et l’oubli d’un côté, le déballage au grand jour de l’autre. Mais finalement Zoë tranche en révélant que Mamé – que chacun prétendait préserver – était au courant depuis très longtemps des circonstances tragiques de la mort du petit garçon dans ses murs, et qu’elle lui avait avoué son soulagement de voir l’abcès du secret enfin percé.
2005. Julia, divorcée de Bertrand, s’est installée à New York pour refaire sa vie avec Zoë et son bébé, une deuxième petite fille. Inopinément, elle reçoit un jour la visite de William, qui a réussi à la retrouver. Changé, mûri, l’homme réside désormais lui aussi aux États-Unis, et il raconte à Julia ses longues recherches autour du passé et de la souffrance de sa mère. Il a en effet appris par la lecture du petit carnet que sa mort n’était pas accidentelle : Sarah Dufaure, née Starzynski, s’était bel et bien suicidée en voiture à quarante ans, accablée par le poids des souvenirs.
Alors que la compréhension mutuelle et un début d’apaisement unissent enfin les deux Américains de retour chez eux, une émotion palpable va encore les rapprocher lorsque William demande incidemment le nom de la petite fille qui vient interrompre de ses gazouillis la trop sérieuse conversation de sa maman…  « Elle s’appelle Sarah », répond Julia dans un souffle.

## Publication
Tatiana de Rosnay commence à se documenter en 2001: « Je suis allée à Drancy, à Beaune-la-Rolande, j'ai rencontré des personnes qui ont vécu cette rafle de près, j'ai passé des moments très émouvants. » Elle explique avoir « ressenti le besoin de [se] réfugier dans [sa] langue maternelle pour évoquer ce passé terrible de la France. Le fait aussi d'être dans la peau d'une Américaine, Julia, a rendu nécessaire ce passage à l'anglais. »
Elle écrit le roman entre juillet 2002 et mars 2003 et le retravaille de janvier à mai 2005.
Le livre est refusé par l'ex-éditeur de la romancière, Plon, puis par Bernard Fixot. L'écrivain cherche ensuite un agent  américain, qui ne trouve pas d'éditeur aux États-Unis. Plus tard, Tatiana de Rosnay rencontre l'éditrice Héloïse d'Ormesson, avec laquelle elle sympathise et c'est « le très têtu Gilles Cohen-Solal » (coéditeur d'Héloïse d'Ormesson), raconte-t-elle, qui obtient le manuscrit.

## Récompenses et distinctions
Le roman a été distingué à plusieurs reprises. 
- En 2007, prix Gabrielle-d'Estrées.
- En 2008,
  - Prix des lecteurs du livre de Poche - Le Choix des Libraires[5],[6],
  - prix des lecteurs de Corse,
  - prix Chronos de littérature - lycéens, 20 ans et plus[7].
- En 2009, prix La Mennais du lycée La Mennais[8] de Guérande (Loire-Atlantique).

## Ventes
Les ventes du livre en France et à l'étranger ont dépassé les deux millions d'exemplaires, indique en décembre 2009 son éditeur français,.
Sarah's Key s'est vendu à plus de 345 000 exemplaires en édition de poche aux États-Unis.
En France, l'édition en avant-première chez France Loisirs a réalisé 60 000 ventes.

## Adaptation au cinéma
Une adaptation au cinéma sous le même titre a été en projet pendant près de deux ans, projet auquel est associée l'actrice Kristin Scott Thomas. Le tournage a duré de l'été à la fin de l'année 2009,,. Le film est réalisé par Gilles Paquet-Brenner sur un scénario écrit par Serge Joncour. Sa sortie en salles a eu lieu le 13 octobre 2010, après plusieurs avant-premières et passages dans des festivals.

## Adaptation en bande dessinée
L'adaptation en bande dessinée est réalisée par le dessinateur Horne en teintes sombres d'où se détachent les cheveux blonds et les yeux bleus de Sarah, sur un scénario de Pascal Bresson reprenant avec justesse la trame du roman. L'album est publié en novembre 2018,,.